# Menasseh Ben Israel
Menasseh Ben Israel, nacido en La Rochelle o en Madeira en 1604 y fallecido en Middelburg en 1657, fue un rabino, escritor, diplomático y editor judío-portugués. Fundó la primera imprenta hebrea en Ámsterdam, en 1626, en la que publicó varias de sus obras, tanto en castellano como en latín.

## Trayectoria
Nació en La Rochelle o en Madeira con el nombre de Manoel Dias Soeiros en el seno de una familia judía obligada a convertirse al cristianismo. Un año después de su nacimiento sus padres, Gaspar Rodrigues Nunes (Joseph Ben Israel) y Raquel Soeiro se ven obligados a salir del país para huir de la Inquisición. En 1610 la familia llega a Ámsterdam. Allí se casa con una descendiente de Isaac Abravanel
Amigo personal de Rembrandt, Menasseh es conocido por su petición en 1655 a Oliver Cromwell y al Parlamento británico, de que se anulara la prohibición emitida por Eduardo I de Inglaterra que prohibía la residencia a los judíos en Gran Bretaña, su petición tuvo éxito y los judíos pudieron asentarse de nuevo en Gran Bretaña.